# Bam Margera
Bam Margera, właśc. Brandon Cole Margera (ur. 28 września 1979 w West Chester) – profesjonalny skater, twórca serii filmów kaskaderskich CKY, osobowość radiowa, gwiazda programów Viva la Bam oraz Jackass, emitowanych przez MTV.

## Telewizja, film, publikacje

### Telewizja
- Nitro Circus (MTV, jeden odcinek w 2009 roku)
- Bam’s Unholy Union (MTV, 2008)
- Jackassworld.com: 24 Hour Takeover (MTV Special, 2008)
- Bloodhound Gang – Foxtrot Uniform Charlie Kilo (2005)
- Viva la Bam (MTV, 2003–2006)
- Jackass (MTV, 2000−2002)
- Bam’s Bad Ass Game Show (TBS, 2014-?)

### Filmy
- Dreamseller (W produkcji)
- Jackass 3.5 (2011)
- Jackass 3D (2010)
- The Dudesons Movie (2008)
- Bam Margera Presents: Where the ♯$&% Is Santa? (2008)
- The Fantasstic Whores 4 (Gina Lynn Productions, 2008)
- Jackass 2.5 (2007)
- Minghags (2007)
- Jackass: Numer dwa (2006)
- Haggard: The Movie (2004)
- Jackass: Świry w akcji (2002)

### DVD/Video
- Don’t Try This At Home – The Steve-O Video Vol. 2: The Tour (2002)
- Don’t Try This At Home – The Steve-O Video Vol. 1 (2001)
- Hook-Ups Presents: Destroying America (2001)
- Seria filmów CKY: CKY, CKY2K, CKY3 and CKY4. (1998-2003)

### Książka
Bam Margera, Serious as Dog Dirt (MTV; 17 listopada 2009) ISBN 1-4391-4773-6.